# 辻善光
辻 善光（つじ よしみつ、1984年8月11日 - ）は、奈良県奈良市出身の自転車プロロードレース選手である。立命館大学卒。

## 経歴
京都の自転車競技の名門北桑田高校を経て立命館大学卒業後、2007年マトリックス・パワータグでプロ入り。
スプリンター。辻貴光は実兄。幼少の頃より兄貴光の背中を追い続け、大学時代には兄貴光の全日本学生クリテウム三連覇を引き継ぎ二度、同大会を制した。
2008年第63回大分国体ロードレース優勝。またトラックレースも好成績を収めている。父は地元でプロショップを経営している。
2010年に宇都宮ブリッツェンに移籍した。
ツール・ド・熊野2010(UCI2.2)第1ステージ優勝。2011年ジャパンカップクリテリウム４位。JPT２勝（白浜）
2012年に片山右京が設立したTeamUKYOに移籍。JPT２勝（白浜、お台場）
2013年に湘南ベルマーレに移籍。
2014年12月に引退。
2020年にプロチーム「さいたまディレーブ」にてプロ復帰。